# Федоровское (Межевский район)
Федоровское (укр. Федорівське) — село, Богдановский сельский совет, Межевский район, Днепропетровская область, Украина.
Код КОАТУУ — 1222681106. Население по переписи 2001 года составляло 170 человек.

## Географическое положение
Село Федоровское находится на расстоянии в 1 км от левого берега реки Каменка, в 5-и км от села Антоновское. Река в этом месте пересыхает, на ней сделана большая запруда.

## Известные люди
- Костыря, Иван Сергеевич (1932—2003) — украинский советский писатель.